# Dan Luger
Daniel Darko “Dan” Luger (Londra, 11 gennaio 1975) è un ex rugbista a 15 britannico che, con la Nazionale inglese, ha partecipato a due Coppe del Mondo, compresa quella del 2003 che ha visto la sua squadra laurearsi campione. Gioca come estremo - ala e dal 2008 milita in Terza divisione francese nelle file del Nizza. Nel 2005 ha brevemente interrotto l'attività di rugby XV per mettersi a disposizione della Nazionale inglese di rugby VII.

## Biografia
Daniel Darko Luger è nato a Chiswick, sobborgo a ovest di Londra, l'11 gennaio 1975, da padre croato e madre ceca, e frequentò le scuole nel quartiere londinese di Hammersmith.
Le sue prime squadre dilettantistiche furono il Richmond Rugby e, a seguire, l'Orrell RUFC, club della Grande Manchester. Il primo contratto da professionista giunse nel 1996, con gli Harlequins di Twickenham (Londra), club al quale rimase fino al 2002 con una parentesi biennale dal 1999 al 2001 con i Saracens.
Esordì nella nazionale inglese “A” nel 1996 contro i pari categoria dell'Argentina, con alle spalle un'esperienza nella nazionale studentesca (con la quale aveva disputato il campionato del mondo in Sudafrica) e in quella Under-21. Nel 1998 arrivò l'esordio anche in Nazionale maggiore, e nel 1999 la convocazione alla Coppa del Mondo in Galles.
Nel novembre 2000 Luger fu tra i protagonisti di una spettacolare partita contro l'Australia: nei minuti finali, il giocatore ricevette un passaggio al piede di Iain Balshaw e schiacciò a terra la meta che diede all'Inghilterra la vittoria; chiamato nel tour australiano dei British Lions, Luger segnò 3 mete nel suo primo incontro contro una selezione dell'Australia Occidentale, ma un infortunio all'osso dello zigomo durante un allenamento lo tenne fuori dal resto della spedizione.
Di Luger fu anche la meta con la quale l'Inghilterra - battendo l'Irlanda 42-6 - suggellò il Grande Slam nel Sei Nazioni 2003: più avanti nella stagione, fu parte della squadra che vinse la Coppa del Mondo 2003 in Australia, torneo nel corso del quale si rese protagonista di un singolare incidente regolamentare: per pochi minuti, Luger entrò in campo contro Samoa senza che il giocatore da rimpiazzare uscisse, ragion per cui l'Inghilterra giocò in 16 e fu esposta al rischio di una multa o della penalizzazione in punti.
Nel 2003 Luger si trasferì in Francia, all'USA Perpignano, in cui rimase due stagioni prima di prendere un anno di sosta dal rugby XV e dedicarsi alla disciplina a VII. Infatti, la Rugby Football Union inserì Luger tra i convocati nella spedizione in Sudafrica della Nazionale di rugby VII. Tuttavia, nonostante le speranze, Luger non fu poi inserito nella nazionale che andò a Melbourne a disputare i XVIII Giochi del Commonwealth; nel 2006 inoltre, durante il suo periodo di giocatore - allenatore presso il Nada RK, club di Spalato (Croazia), collaborò con lo staff tecnico della nazionale croata a 7 in preparazione dell'Europeo di categoria.
L'ultimo incontro di Luger in Nazionale risale alla fase a gironi della Coppa del Mondo 2003, e i suoi 120 punti sono frutto di 24 mete, delle quali è il quinto realizzatore internazionale inglese di sempre dopo Rory Underwood, Will Greenwood, Ben Cohen e Jeremy Guscott, nonché il secondo ancora in attività dopo il citato Ben Cohen.
Dal 2006 al 2008 Luger militò in seconda divisione francese, nel Tolone e, dal 2008, in Fédérale 1 (terza divisione), come giocatore-allenatore del Nizza.
Dal 2009 è ambasciatore per Peace and Sport, organizzazione monegasca che si propone di usare lo sport come mezzo di pacificazione tra popoli belligeranti.

## Palmarès
- Coppe del mondo: 1
Inghilterra: 2003